# Boy Blue
Boy Blue is een lied van Electric Light Orchestra.

## Inleiding
Het werd in 1974 opgenomen tijdens de sessies in de De Lane Lea Studios, die zouden resulteren in de elpee Eldorado - A Symphony by the Electric Light Orchestra. Het is vermoedelijk het laatste nummer waarop bassist Mike de Albuquerque te horen is; hij verliet tijdens de slotdagen van de opnamen de band; leider Jeff Lynne zou verder de baspartijen invullen. 
Boy Blue, een protestlied, begint met een koperfanfare, waarna even een minimoog te horen is. Daarna begint het lied, dat past in de dagdromerij, het thema van het conceptalbum Eldorado. Boy Blue, vechter tijdens de kruistochten, komt terug van die oorlog, maar wil geen heldenontvangst, neemt afstand van de oorlog en wil daarin ook niet (meer) meevechten ("That no man, shall cause me to take up arms again"). Het lied bevat een passage waarin alleen de strijkinstrumenten van de band te horen zijn. Een passage aan het eind heeft een snelle fade-out, waarna het nummer zonder onderbreking overgaat Laredo Tornado, de volgende track.
De compact discuitgave EPIC/Legacy 501904-2 van Eldorado (het album) vermeldt bij de titel de aanvulling: 
A song about an all-conquering hero from the middle ages.

## Single
In sommige landen, onder andere in de Verenigde Staten, werd Boy Blue als single uitgegeven, waarvoor het werd ingekort. De lengte van het nummer van het album (5:17) werd destijds gezien als te lang voor airplay, zodat er “slechts” 4:13 overbleef. In andere landen, zoals Nederland kwam Boy Blue niet verder dan de B-kant van Poor boy (The Greenwood) (WB 16566). Inkorten was daarbij kennelijk niet nodig; de langere versie van 5:17 werd op de achterkant van de single geperst. De single kwam in Nederland niet verder dan de nummer 1 in de tipparade (troetelschijf).